# De Venoge

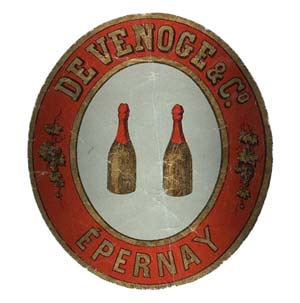
First label De Venoge

De Venoge is een in 1837 opgericht champagnehuis dat in Épernay is gevestigd. De oprichter is Henri-Marc de Venoge en zijn zoon Joseph de Venoge. Het huis is een van de Unie van Champagnehuizen. Het bedrijf is eigendom van de groep Lanson-BCC. De cuvée de prestige van het huis is de Grand Vin des Princes.

## Geschiedenis
In 1838 werd door Henri-Marc de Venoge een geïllustreerde etiket voor het merk ontworpen. Dit etiket was baanbrekend omdat het het eerste geïllustreerde etiket in de geschiedenis van de champagne was. Na de overname van de Venoge in 1845 door Joseph de Venoge wordt het Cordon Bleu het symbool van het huis. Het Cordon Bleu verwijst naar de Orde van de Heilige Geest en de rivier de Venoge.
In 1858 werd de Cuvée des Princes gecreëerd als een eerbetoon aan de Prinsen van Oranje. De fles van de Cuvée des Princes heeft de vorm van een karaf. Er werd voor deze vorm gekozen omdat in die periode de koninklijke familie een karaf gebruikte om hun champagne in te schenken. De reden hiervoor was om het sediment van de champagne te verwijderen. De champagnes die binnen de Princes champagnes vallen zijn dus allemaal te herkennen aan hun fles in de vorm een karaf.

## Gebouwen

De gebouwen door de tijd heen
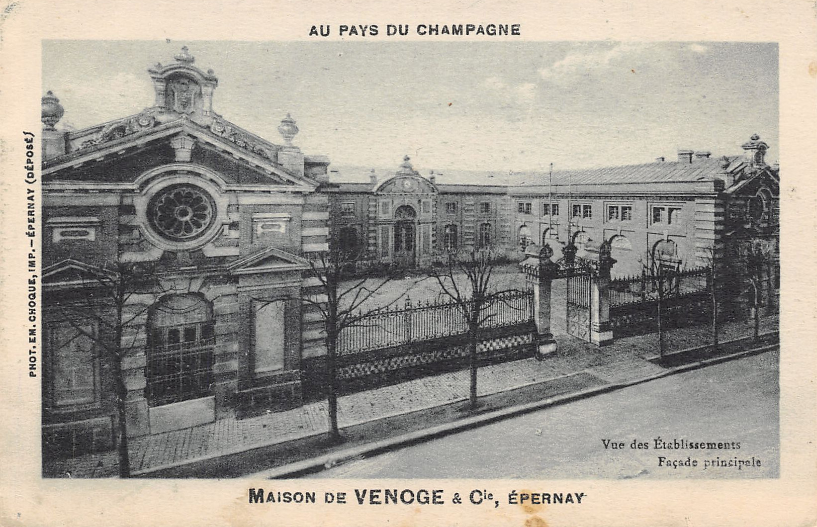
Zetel van het huis "de Venoge et Cie" in Épernay.
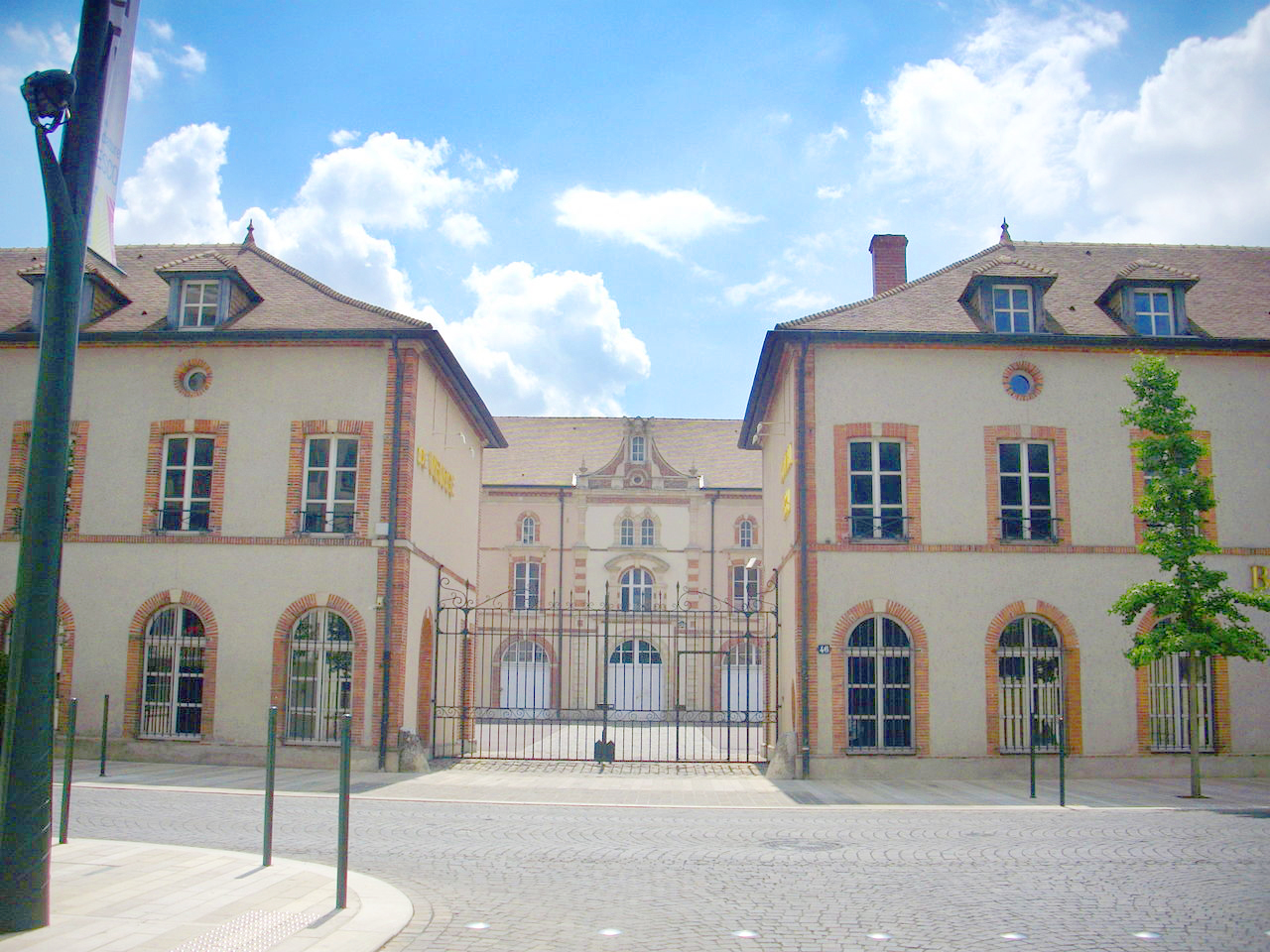
(fr)  Avenue de Champagne 46 in Épernay, oude adres van het huis
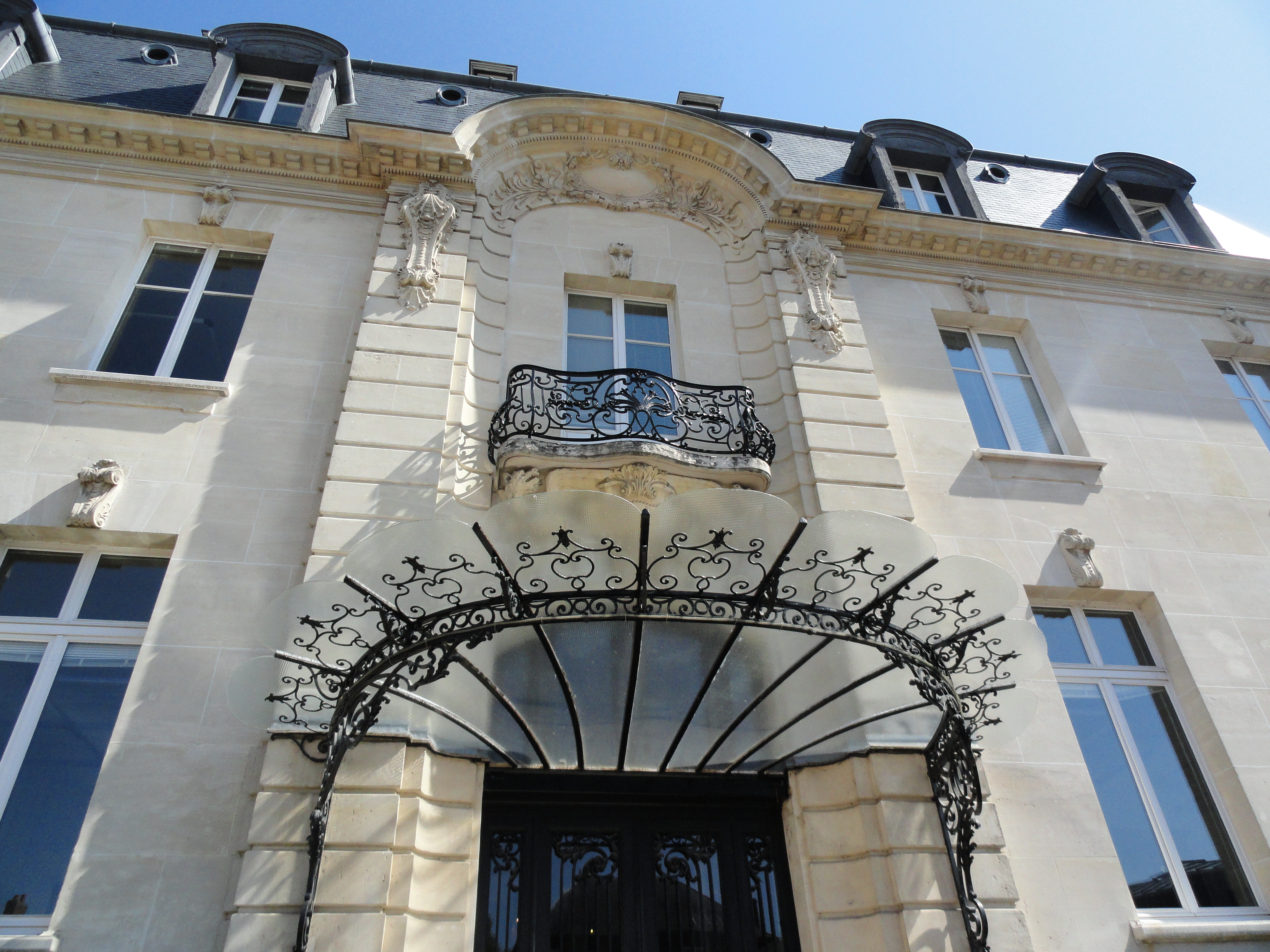
Marquise Huidige adress.
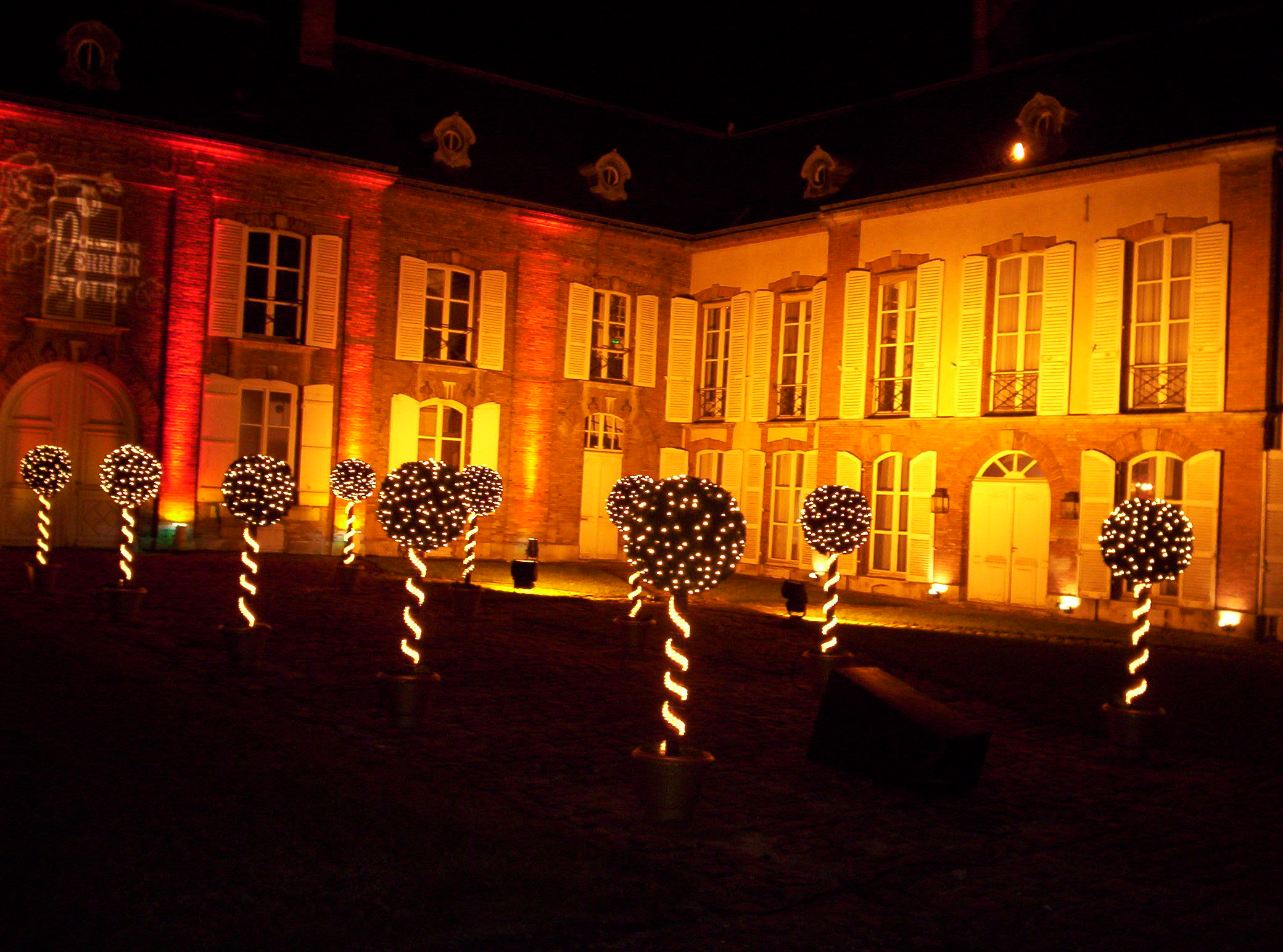
De Venoge tijdens Habits de Lumière in 2007

## Champagnes
- De Cordon Bleu Extra Brut is de Brut Sans Année van het huis, het is hun meestverkochte wijn en daarmee het visitekaartje. De wijn, die maar heel weinig suiker kreeg toegevoegd in de liqueur d'expédition, werd geassembleerd uit 50% pinot noir, 25% pinot meunier en 25% chardonnay. Om een constante kwaliteit te kunnen leveren werd 30% van de hiervoor gebruikte wijn onttrokken aan de reserves die in de kelders van het huis rusten.
- De Cordon Bleu Brut Select is een tweede Brut Sans Année van het huis en werd geassembleerd uit 50% pinot noir, 25% pinot meunier en 25% chardonnay. De wijn werd uitsluitend van de eerste persing van de druiven gemaakt.
- De Cordon Bleu Demi-Sec is de zoetste champagne van De Venoge. De Demi-Sec bevat 45 gram rietsuiker per liter.
- De Brut Millésime is een champagne van druiven die in hetzelfde jaar in Ay en Verzenay werden geplukt. De Venoge gebruikt voor deze millésime 50% pinot noir, ongeveer 15% pinot meunier en ongeveer 25% chardonnay.
- De Rosé Champagne werd met een toevoeging van rode wijn uit pinot noir-druiven op kleur gebracht. Verder is het een aasemblage van chardonnay, pinot noir en pinot meunier. De fijne bubbeltjes koolzuur maken dit tot een "Crémant Rosé".
- Le Vin du Paradis is een sec champagne wat betekent dat aan de wijn volgens de Franse wet tussen de 17 en 35 gram suiker werd toegevoegd. La Venoge koos voor 20 gram per liter. De assemblage uit 60% pinot noir uit de grand cru-gemeenten van de Montagne de Reims werd aangevuld met gerlijke delen pinot meunier en chardonney.
- De Blanc de Blancs is een assemblage van wijnen uit de Cote des Blancs (80%) en de Coteaux du Sézannais (20%). Bij een blanc de blancs wordt witte wijn gemaakt van witte druiven. Hier is dat de chardonnay.
- De Blanc de Noirs is een witte wijn uit blauwe (de Fransen zeggen "zwarte") druiven. Deze blanc de noirs werd geassembleerd uit 80% pinot noir en 20% pinot meunier.
- La Cuvée Vingt Ans is een extra brut champagne geassembleerd uit wijnen die 20 jaar lang in de kelders van het huis hebben gerijpt.
- De Louis XV extra Brut Rosé is geassembleerd uit pinot noir en chardonnay. De wijn werd zes jaar te rijpen gelegd in de kelders.
- De Louis XV, een millésime 1995, is een wijn die op een bijzondere wijze werd gemaakt. De jonge wijn kreeg al een liqueur de tirage toen deze op eiken vaten werd gelagerd. Een groot deel van de daardoor ontstane koolzuur kon uit het vat ontsnappen. De naam herinnert aan de geboortedatum van de moderne champagnes. Lodewijk XV van Frankrijk stond op 25 mei 1728 toe dat de "champagne gris" in flessen in plaats van vaten vanuit de Champagne naar Normandië werd getransporteerd.
- De Champagne Venoge Grand Vin des Princes is de cuvée de prestige van het huis en wordt alleen in de beste jaren als millésime gemaakt.

Enkele flessen De Venoge
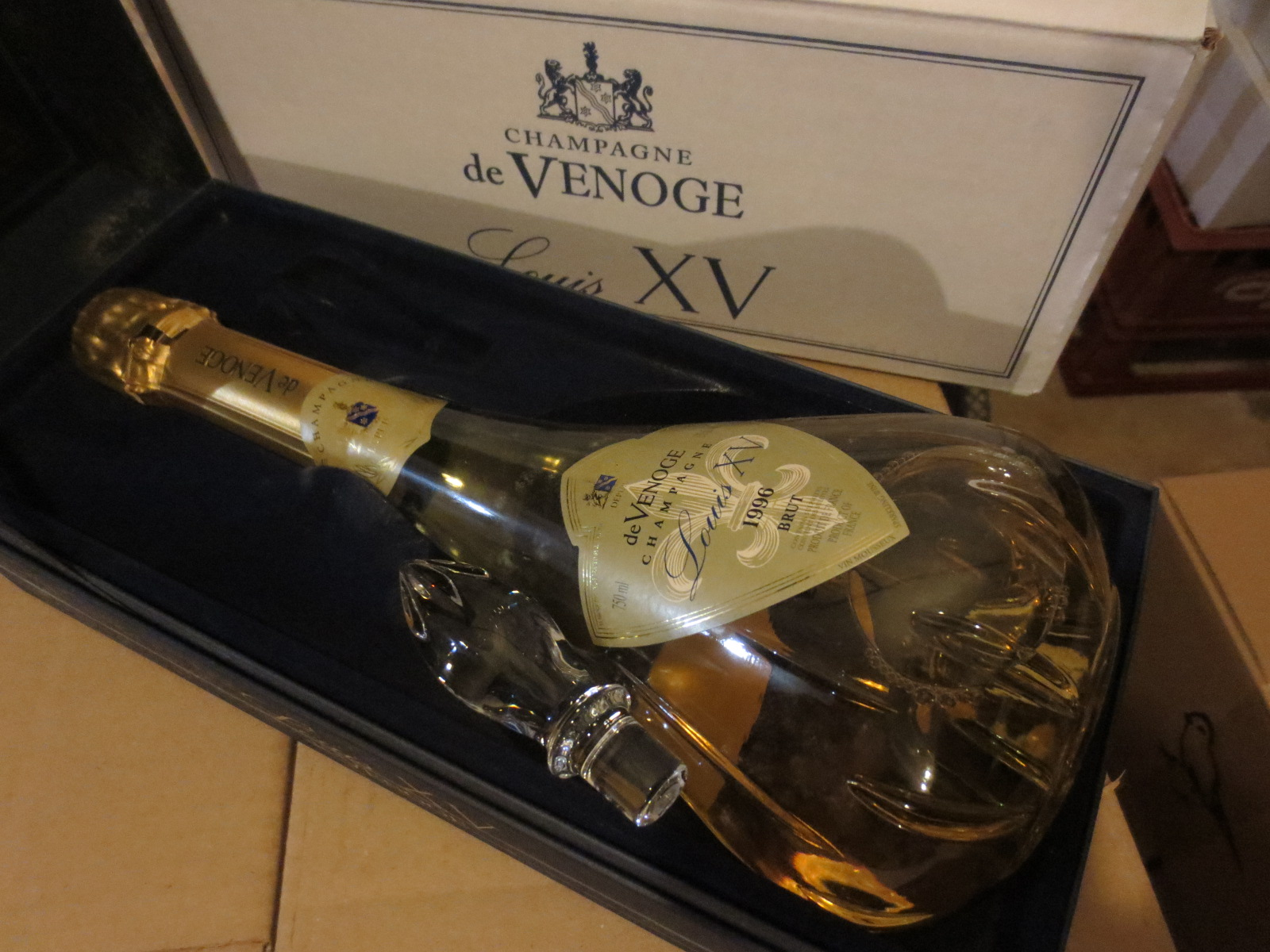
Cuvée Louis XV.
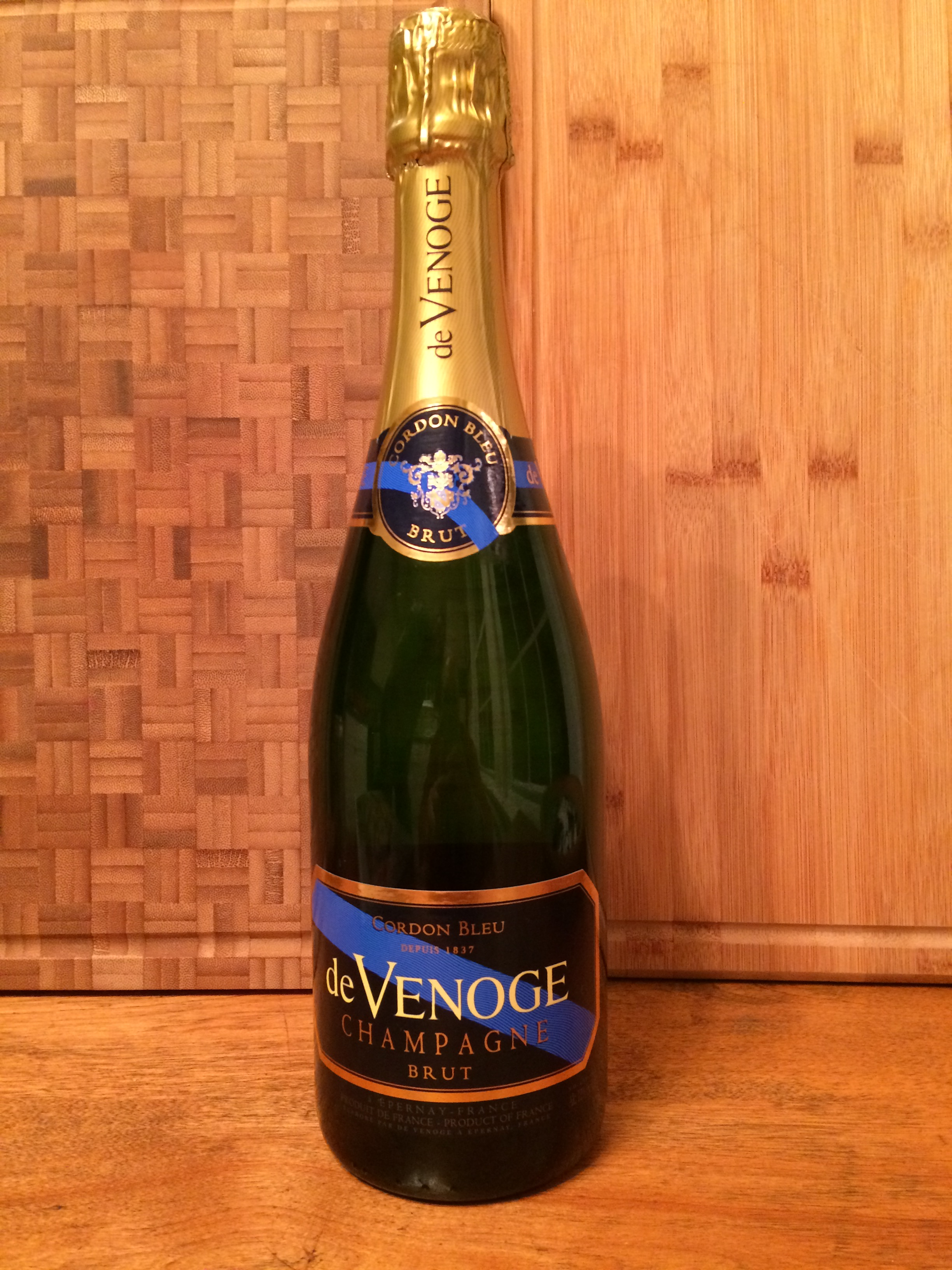
Cordon Bleu Brut.

## Andere producten: Rode wijn
- De La Forêt is een stille rode wijn uit de Champagne. Dergelijke flessen mogen op het etiket de Appellation d'Origine Contrôlée Coteaux champenois voeren. De wijn is een millésime en werd van pinot noir uit Les Riceys gemaakt. Voordat Dom Pérignon de méthode traditionnelle ontwikkelde en van de champagne een witte schuimwijn maakte werd in het gebied vooral rode wijn geproduceerd. Lodewijk XIV heeft de schuimende champagnes niet gekend, hij dronk op advies van zijn artsen rode champagne zoals deze. Deze wijn werd gemaakt van druiven van 40 jaar oude wijnstokken.